# Chemilly (Allier)
Chemilly é uma comuna francesa na região administrativa de Auvérnia-Ródano-Alpes, no departamento Allier. Estende-se por uma área de 16,89 km². Em 2010 a comuna tinha 650 habitantes (densidade: 38,5 hab./km²).